# Gary Berland
Gary 'Bones' Berland (Gardena (Californië), 9 mei 1946 - 6 februari 1988) was een professionele pokerspeler uit de Verenigde Staten. Zijn eerste World Series of Poker deelname was in 1975. Tussen 1977 en 1979 wist hij vijf keer een event te winnen. Daarnaast werd hij tweede in het Main event van 1977 (verloor van Doyle Brunson) en derde in dat van 1986.

## World Series of Poker bracelets
| Jaar | Toernooi                     | Prijs   |
| ---- | ---------------------------- | ------- |
| 1977 | $500 Seven Card Razz         | $8.300  |
| 1978 | $1.000 Seven Card Razz       | $19.200 |
| 1978 | $500 Seven Card Stud         | $17.100 |
| 1979 | $500 Seven Card Stud         | $24.000 |
| 1979 | $1.000 Seven Card Stud Hi/Lo | $20.400 |